# Mertensia davurica
Mertensia davurica là loài thực vật có hoa trong họ Mồ hôi. Loài này được (Sims) G. Don mô tả khoa học đầu tiên năm 1837.